# Herbert Silberer
Herbert Silberer (28. února 1882 – 12. ledna 1923) byl rakouský psychoanalytik zapojený do profesního kruhu obklopujícího Sigmunda Freuda, který zahrnoval další průkopníky psychologické studie jako Carl Gustav Jung, Alfred Adler a další. Měl zázemí v atletice a sportovní žurnalistice.
Velmi ho zajímaly sny a v roce 1909 publikoval referát podrobně zkoumající tzv. hypnagogický stav, tj. stav mezi spánkem a bděním. Dospěl k závěru, že je zapotřebí dvou protichůdných stavů: ospalost a snaha o přemýšlení.

## Život
V roce 1914 napsal Silberer knihu o vztahu mezi moderní psychologií, mystikou a esoterickými tradicemi (zejména západními, křesťanskými jako je hermetismus, alchymie, rosencruciánství a zednářství): Probleme der Mystik und ihrer Symbolik (Problémy mystiky a její symbolismus). Mnoho poznatků, které Silberer nabídl, zejména do souvislosti mezi alchymistickým zobrazením a moderní psychologií, bylo podobné těm, které poprvé představil Carl Jung ve své knize „Psychologie nevědomí“ v roce 1911. (Tato kniha byla později uvedena v práci „Symboly proměny“ ). Jung dále rozvinul tyto poznatky ve své klíčové práci „Psychologie a alchymie“ v roce 1944 a za svůj výzkum připsal Silbererovi. Jak Jung, tak Silberer zahrnuli psychické jevy, které Freud interprertoval ve prospěch svých teorií sexuality jako převládajícího faktoru a příčiny psychických poruch. Freudovu interpretaci odmítal jeho spolupracovníci Jung a Silberer, což bránilo většímu porozumění kořenů psychických poruch. Spíše než pochopením příčin, je většina pacientů léčena léky, potlačujícími symptomy, které se mohou znovu objevit s větší intenzitou. Silberer spáchal sebevraždu téměř po 9 letech po rozchodu s Freudem tím, že se oběsil 12. ledna 1923. Jung popsal ve své autobiografii „Vzpomínky, sny a obrazy“, jaký dopad měla Freudova ignorance, což zapříčinilo otřes jeho psychiky protože věřil, že má ve Freudovi chápajícího přítele.

## Silberer a Jung
Silberer byl první, kdo se pokusil o symbolickou, psychologickou a psychoanalytickou interpretaci alchymistického textu. Rozšiřuje tak oblast interpretace psychoanalýzy a tvoří most k jungiánské symbolice, archetypální interpretaci snů a jejich symbolismu k procesu individuace.